# Ron Chyzowski
Ronald „Ron“ Chyzowski (* 24. August 1965 in Edmonton, Alberta) ist ein ehemaliger kanadischer Eishockeyspieler und derzeitiger -trainer.

## Werdegang
Chyzowski wurde beim NHL Entry Draft 1983 in der vierten Runde an 72. Stelle von den Hartford Whalers gedraftet. Zu Einsätzen in der National Hockey League sollte es jedoch nicht kommen. Daraufhin spielte Chyzowski vier Jahre lang für die Northern Michigan University, bevor er seine Profikarriere startete. Nach jeweils einem Jahr bei den Milwaukee Admirals in der International Hockey League, den Canadiens de Sherbrooke in der American Hockey League und dem Team Canada wechselte Chyzowski im Jahre 1990 nach Europa. Er schloss sich dem SC Riessersee in der 2. Bundesliga an. In der Saison 1992/93 spielte Chyzowski für den Oberligisten ESC Wedemark und wurde mit der Mannschaft Vizemeister der Oberliga Nord. Ein Jahr später spielte Chyzowski für den Ligarivalen Herforder EG. Daraufhin wurde Ron Chyzowski zu einem Wandervogel und spielte in der Saison 1994/95 für den EC Bad Nauheim und den 1. EV Weiden. Ein Jahr später war Chyzowski kurzzeitig für den DEL-Vereine Schwenninger Wild Wings und Starbulls Rosenheim aktiv und spielte darüber hinaus nochmal für den 1. EV Weiden, den Adendorfer EC und den EC Peiting, ehe er in der Saison 1997/98 seine Karriere beim TuS Geretsried beendete.
Danach schlug er eine Trainerkarriere ein und übernahm im Mai 1998 den SC Riessersee, wo er bis Dezember 1999 wirkte. Danach wurde er Trainer beim Deggendorfer EC, bevor er 2002 zu den Starbulls Rosenheim wechselte. Mit den Rosenheimern wurde er zwei Jahre später Meister der Bayernliga und stieg in die Oberliga Süd auf. In der Saison 2006/07 trainierte Chyzowski den EC Peiting, bevor er ein Jahr später zum SC Riessersee zurückkehrte und als Trainer im Nachwuchsbereich tätig war. Nach einem Engagement als Nachwuchstrainer beim Deutschen Eishockey-Bund ist Chyzowski seit 2012 als Nachwuchstrainer beim EHC München aktiv.